# Operation Anmeldung
Die Operation Anmeldung (auch Aktion Anmeldung oder Fallkomplex Anmeldung genannt) war eine systematische Suchmaßnahme des Bundesamtes für Verfassungsschutz (BfV) gegen eingeschleuste Agenten des Ministeriums für Staatssicherheit in den 1970er und 1980er Jahren. Die Maßnahme beruhte auf Analysen von mehreren Fällen enttarnter Agenten und des daraus erkannten Modus Operandi zur Legendierung der Agenten durch die Hauptverwaltung A in der Bundesrepublik Deutschland.

## Hintergrund
Das Bundesamt für Verfassungsschutz (BfV) hatte in Zusammenarbeit mit dem Bundesnachrichtendienst (BND) festgestellt, dass das MfS stets auf ähnliche Weise vorging, seine Agenten zu etablieren. Hierzu wurden fast ausschließlich Falschidentitäten etabliert. Diese bauten auf einer wirklichen Identität auf, deren Inhaber aus Deutschland migriert war und wieder zurückkehrte. Diese Feststellung führte zu einer Abfrage in den Einwohnermeldekarteien ausgewählter Städte. Später wurde die Suche auf Ausländerämter und deutsche Vertretungen im Ausland ausgeweitet. Die Ergebnisse dieser Abfragen wurden ab 1979 durch das BfV ausgewertet und in dessen Ergebnis wurden etwa 100 Personen an die örtlich zuständigen Strafverfolgungsbehörden gemeldet, welche daraufhin Ermittlungsverfahren wegen Agententätigkeit einleiteten. In 17 Fällen erfolgten unter Anwendung des Rechtsinstrumentes „Gefahr im Verzug“ sofortige Festnahmen. Trotzdem gelang es etwa 15 Personen, sich durch Flucht in die DDR der bevorstehenden Festnahme zu entziehen.
Später stellte sich heraus, dass sich auch das sowjetische KGB und andere Geheimdienste des damaligen Warschauer Paktes der vom MfS angewandten Methode der Einschleusung bedienten.